# Сиффле, Поль Луи
Поль Луи Сиффле (фр. Paul-Louis Cyfflé; 6 января 1724[…], Брюгге — 24 августа 1806[…], Иксель) — франко-бельгийский скульптор, керамист и предприниматель. 

## Биография

### Начало пути. Скульптор.
Родился в 1724 году в Брюгге, Австрийские Нидерланды (ныне — Бельгия) в семье Поля Франсуа Сиффле (1698—1750), ювелира-серебряника, несколько сохранившихся изделий работы которого представляют собой столовое серебро. 
В возрасте пятнадцати лет Поль Луи Сиффле начал посещать занятия в Академии художеств города Брюгге, где среди его учителей был Маттейс де Вис. В возрасте семнадцати лет покинул родной город и отправился в Париж, где поселился у своего дяди по материнской линии, который тоже был ювелиром. Между 1745 и 1748 годами Сиффле из Парижа выехал в Нанси, где несколько лет работал при дворе герцога Лотарингского под руководством придворного скульптора Бартелеми Гибаля.
В 1751 году Сиффле женился на Катрин Маршаль (1728—1795), дочери музыканта-органиста и изготовителя церковных органов. В этом браке родилось восемь детей, старшего из которых, Станислава-Тома, крестил Станислав Лещинский, король Польши и герцог Лотарингии. Трое (возможно, четверо) сыновей Сиффле дожили до совершеннолетия. 
Оставаясь в Лотарингии, Сиффле содействовал Гибалю в работе над статуей короля Людовику XV на городской площади в Нанси, ныне известной, как площадь Станислава. Начиная с 1755 года Сиффле конфликтовал с Гибалем, а после смерти последнего (1757) унаследовал его должность придворного скульптора герцога Лотарингского. 
В этот период Сиффле выполнил самую известную свою работу — скульптурное убранство для фонтана Альянса на одноименной площади в Нанси. 

### Керамист
Разбогатев на заказах, поступавших от герцогского двора, Сиффле к 1765 году приобрёл на торгах фаянсовый завод и наладил там выпуск высококачественной продукции. В 1768 году Сиффле получил от короля Людовика XV «привилегию» (исключительное право) открыть фаянсовую фабрику в Люневиле. Осознав выгоду производства тиражных фаянсовых скульптур, из материала, качество которого мало отличалось от фарфора, Сиффле стал создавать модели для таких скульптур, которые в дальнейшем тиражировались 25 работниками фабрики. «Королевская мануфактура Сиффле», как фабрика называлась официально, быстро завоевала европейскую известность своими фаянсовыми скульптурами и композициями.
Скульптуры обычно выпускались сериями: профессии (торговец, медник, точильщик…), влюблённые парочки и сельские пасторали, аллегории («Времена года», «Искусства и науки» («Музы») и др.), мифологические сюжеты («Венера и Адонис», «Леда и лебедь», «Геракл и Омфала»…), изображения известных личностей (Людовика XVI и Марии-Антуанетты, Станислава Лещинского, Руссо, Вольтера, Монтескьё, Генриха IV, Сюлли, Велизария…), скульптурные группы на сюжеты из популярных в то время художественных произведений.

### Последние годы
В 1777 году Сиффле по неизвестным причинам отказался от управления фабрикой в Люневиле и вернулся в Австрийские Нидерланды. Несмотря на это, годом позже он был избран членом Академии наук и изящной словесности в Нанси, а распродажа его имущества в Лотарингии растянулась до 1784 года.
В Бельгии Сиффле последовательно пытался повторить свой успех и основать фаянсовые мастерские в нескольких городах, включая родной Брюгге и Брюссель, но везде потерпел неудачу. Неизвестно, чем руководствовался Сиффле, покидая Люневиль, однако в Бельгии он многие годы провёл в безвестности, и скончался в 1806 году в Икселе, пережив большинство своих детей, скончавшихся бездетными. 
Сегодня Сиффле в первую очередь помнят в связи с его работой в Лотарингии. Именем скульптора-предпринимателя названы улицы в Нанси, Люневиле, Сен-Клемане и Туле. Кроме того, в Нанси на улице Сиффле расположен профессионально-технический лицей (фр. Lycée professionnel) его имени.

## Галерея

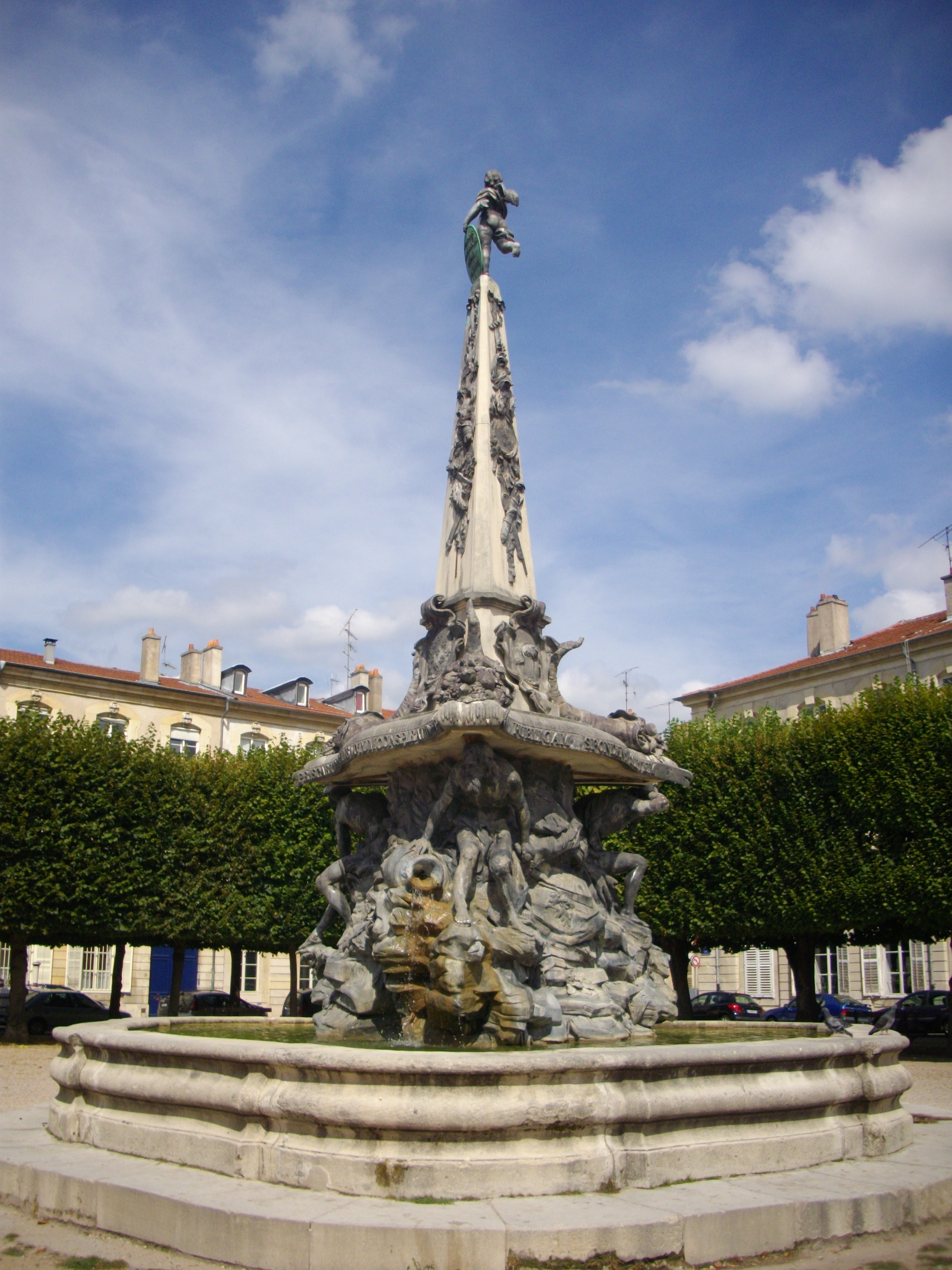
Фонтан на площади Альянса в Нанси
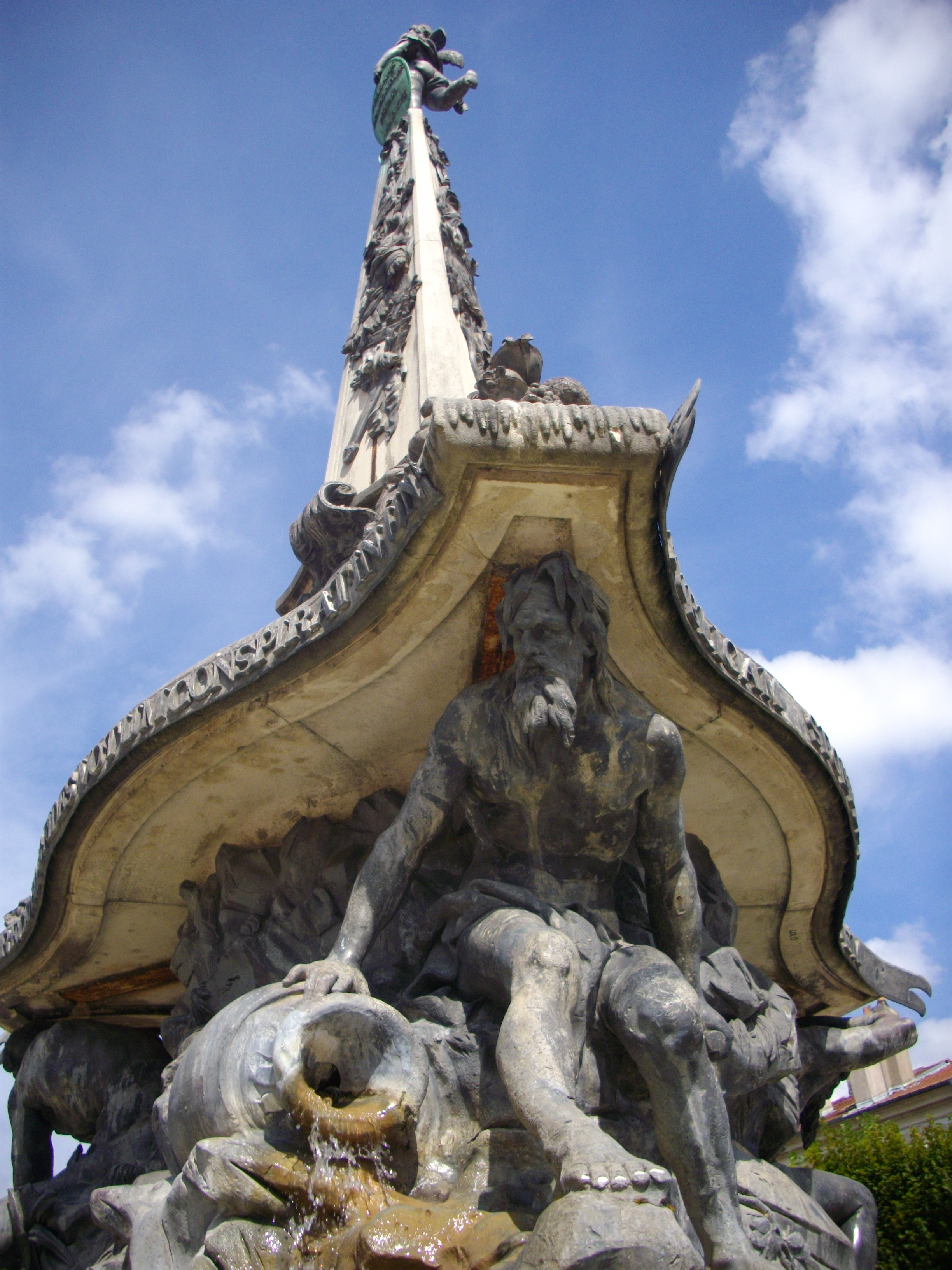
Одна из скульптур фонтана
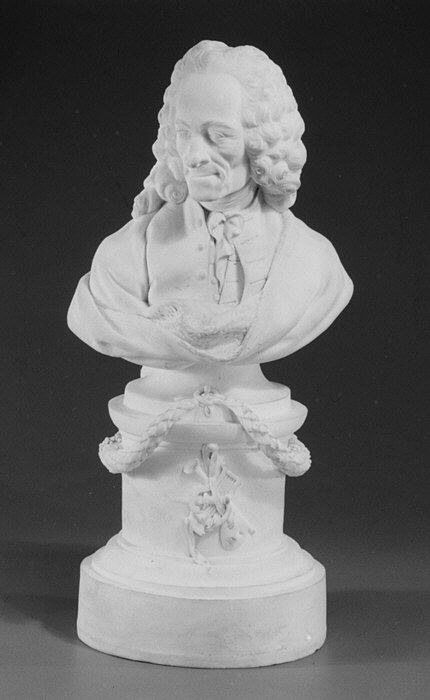
Фаянсовый бюст Вольтера
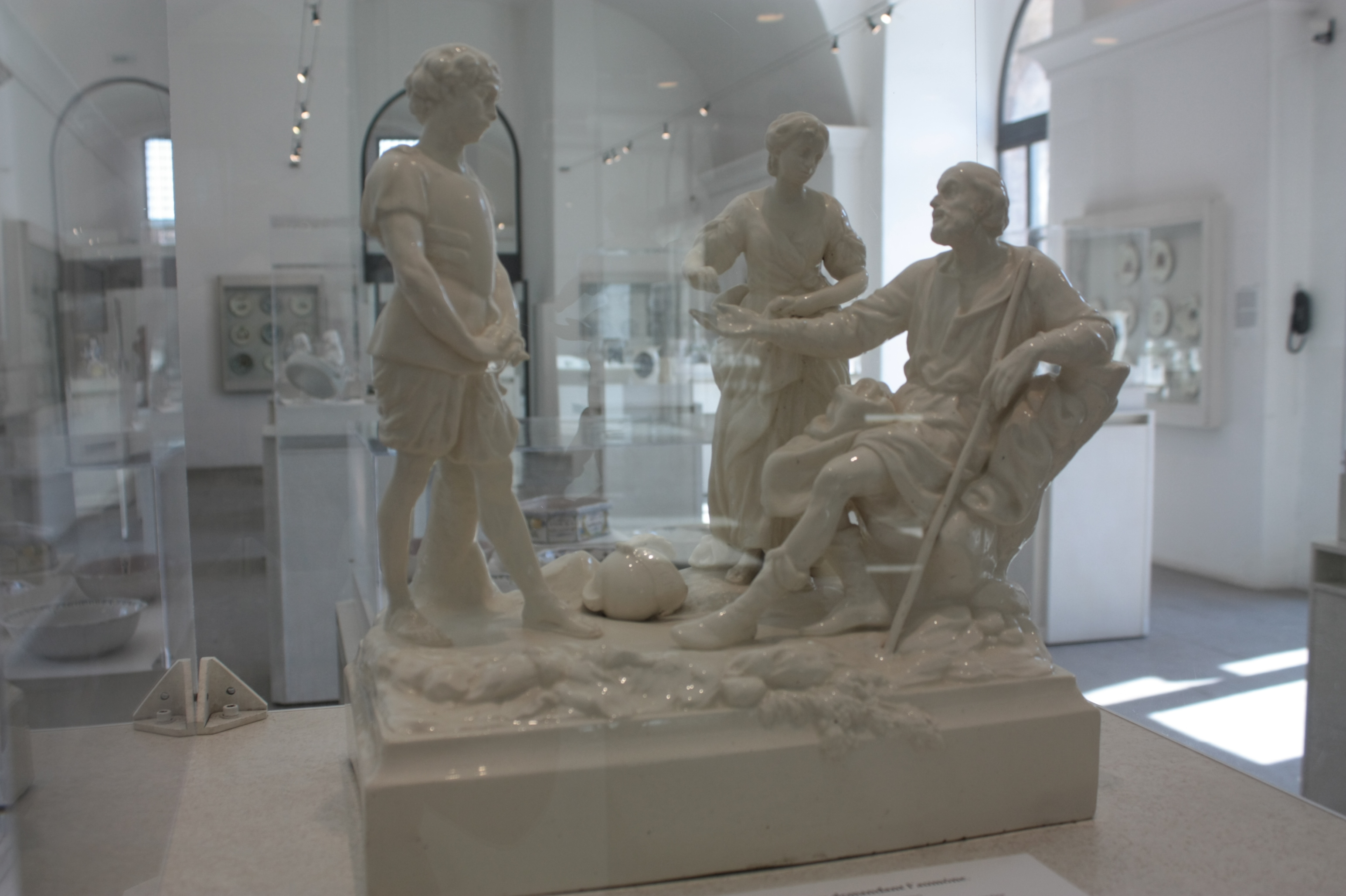
Велизарий, просящий подаяние
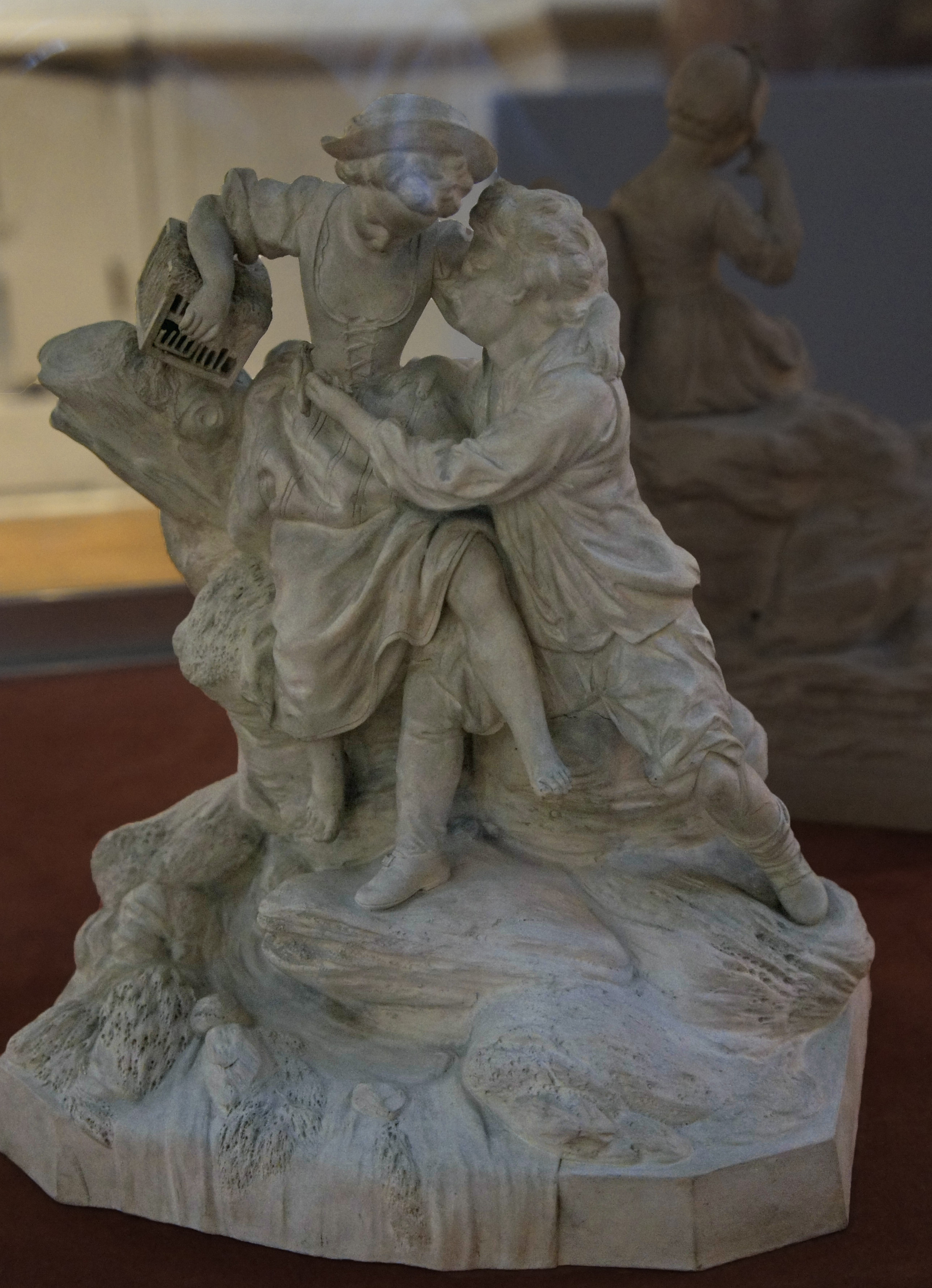
Пасторальная сцена
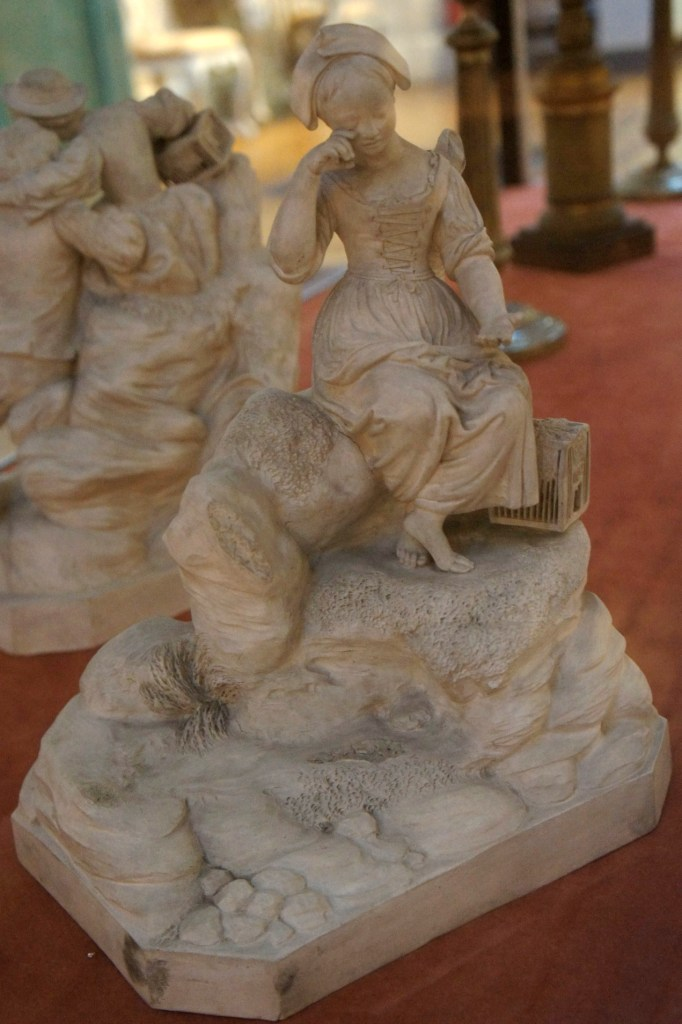
Пастораль
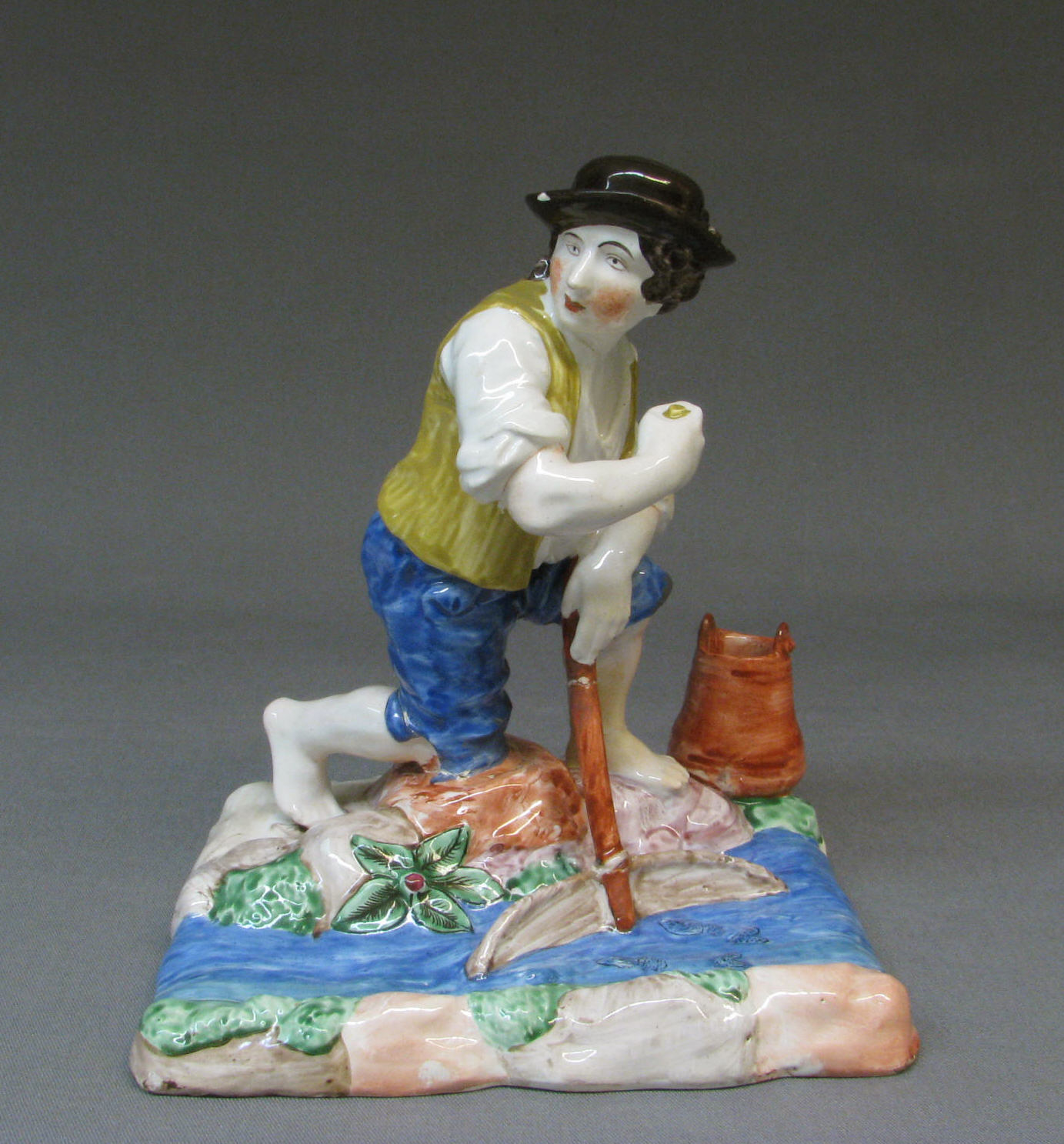
Чернильница (фаянс)
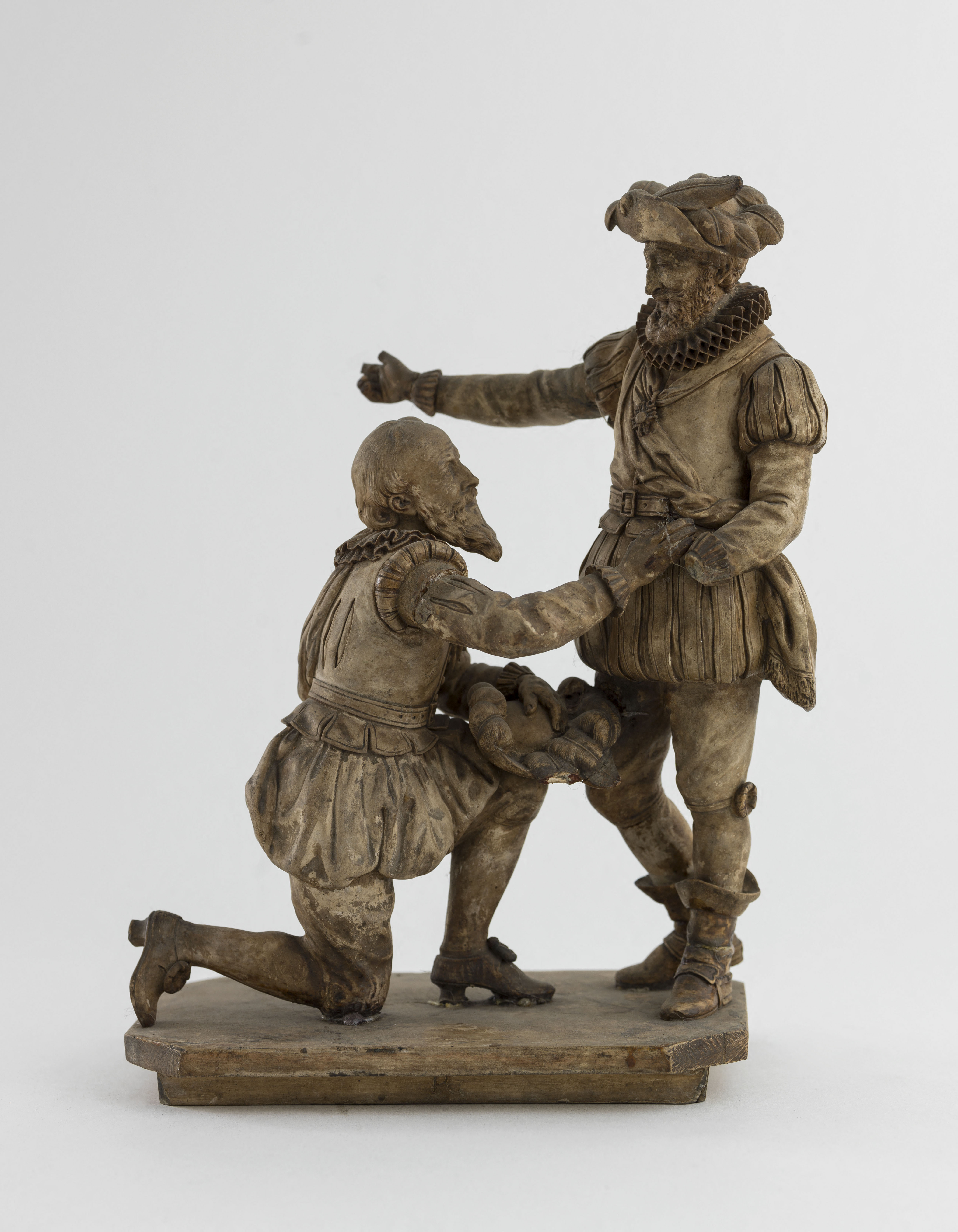
Генрих IV прощает Шарля де Гиза
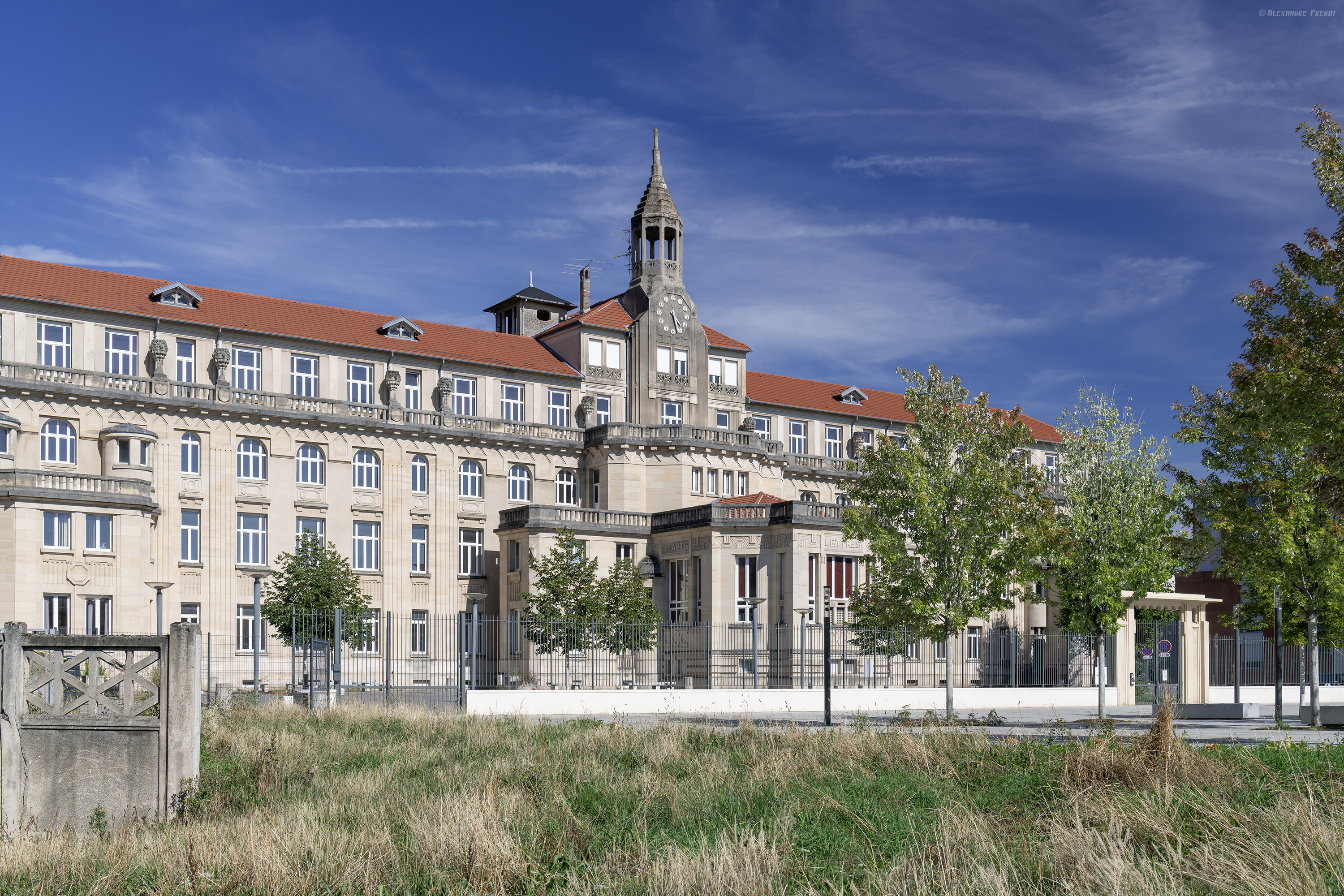
Лицей Сиффле, Нанси